# William Golding
Sir William Gerald Golding (Newquay, Anglaterra, 1911 - Perranarworthal, 1993) fou un escriptor anglès guardonat amb el Premi Nobel de Literatura l'any 1983.
Conegut per la seva primera novel·la Lord of the Flies (1954), va publicar altres dotze volums de ficció en vida. El 1980, va rebre el premi Booker per Rites of Passage, la primera novel·la de la que es va convertir en la seva trilogia marina, Fins als confins de la terra.
Com a resultat de les seves contribucions a la literatura, Golding va ser nomenat cavaller el 1988. Va ser membre de la Royal Society of Literature. El 2008, The Times va classificar Golding en tercer lloc a la seva llista dels "50 millors escriptors britànics des de 1945".

## Biografia

### Primers anys

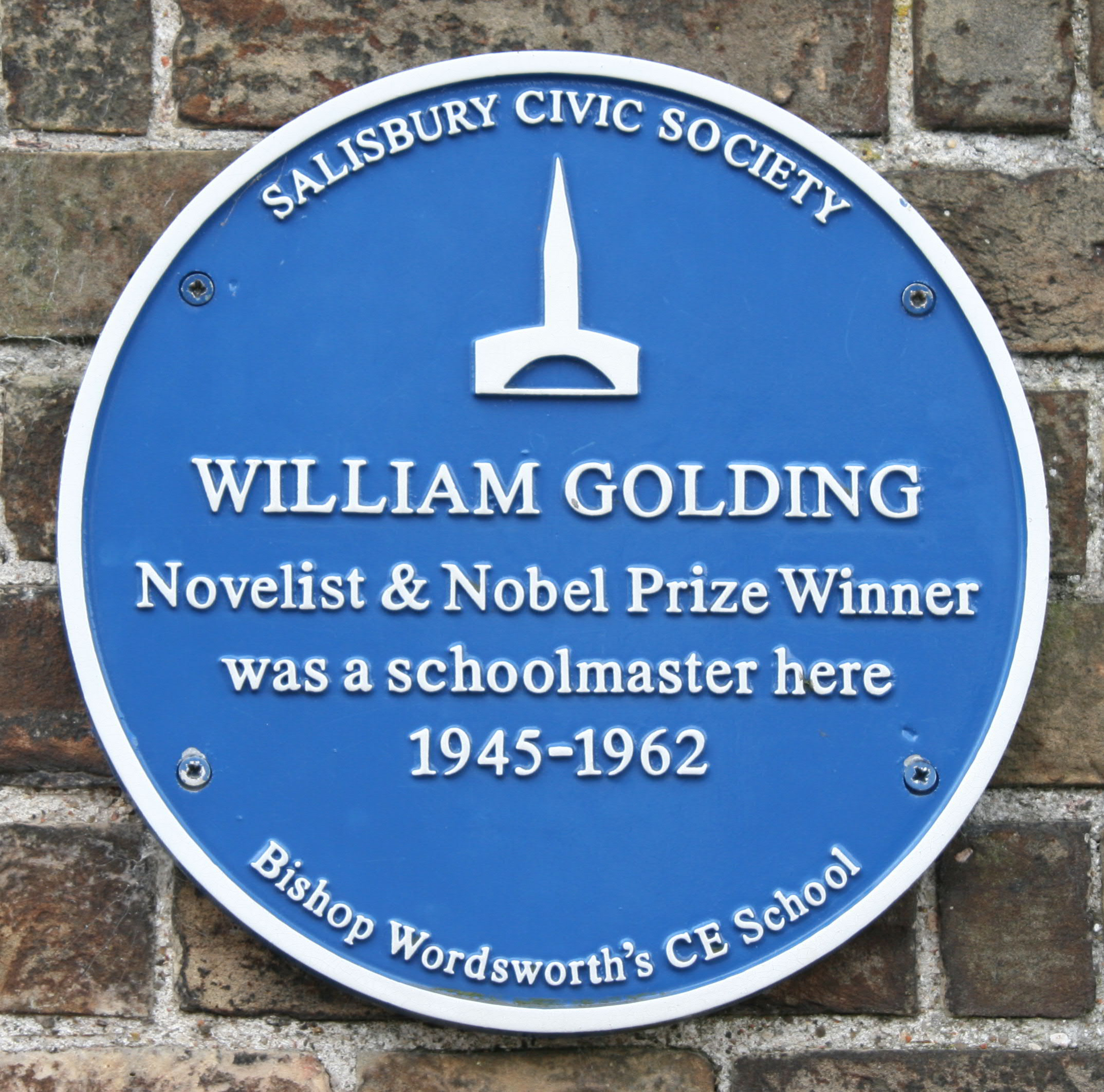
Placa a l'escola Bishop Wordsworth, Salisbury.

Fill d'Alec Golding, mestre de ciències a la Marlborough Grammar School (1905 fins a la jubilació), i de Mildred, de soltera Curnoe, William Golding va néixer a casa de la seva àvia materna, 48 Mount Wise, Newquay, Cornualla. La casa era coneguda com Karenza, la paraula còrnica per a l'amor, i hi va passar moltes vacances infantils. La família Golding vivia als 29 anys, The Green, Marlborough, Wiltshire, Golding i el seu germà gran Joseph assistint a l'escola on el seu pare ensenyava. La mare de Golding era una defensora del sufragi femení; era còrnica i el seu fill la considerava "un celta supersticiós", que solia explicar-li antigues històries de fantasmes còrnics de la seva pròpia infància. El 1930, Golding va anar al Brasenose College d'Oxford, on va llegir Ciències naturals durant dos anys abans de transferir-se a l'anglès durant els dos últims anys. El seu tutor original va ser el químic Thomas Taylor. En un diari privat i en unes memòries per a la seva dona va admetre haver intentat violar una adolescent (amb qui abans havia pres classes de piano) durant unes vacances, pel que sembla haver malinterpretat el que ell havia percebut com que ella tenia "voler sexe intens".
Golding es va llicenciar amb honors de segona classe l'estiu de 1934, i més tard aquell mateix any un llibre dels seus poemes va ser publicat per Macmillan & Co, amb l'ajuda del seu amic d'Oxford, l'antropòsof Adam Bittleston.
L'any 1935, va agafar una feina com a professor d'anglès a la Michael Hall School, una escola Steiner-Waldorf aleshores a Streatham, al sud de Londres, on es va quedar durant dos anys. Després d'un any a Oxford estudiant per obtenir un Diploma d'Educació, va ser mestre d'escola ensenyant anglès i música a la Maidstone Grammar School entre 1938 i 1940, abans de traslladar-se a la Bishop Wordsworth's School, Salisbury, l'abril de 1940. Allà va ensenyar anglès, filosofia, grec i teatre fins a unir-se a l'armada el 18 de desembre de 1940, informant-se de servei a l'HMS Raleigh. Va tornar el 1945 i va ensenyar les mateixes assignatures fins al 1961.
Golding va mantenir un diari personal durant més de 22 anys des de 1971 fins a la nit abans de la seva mort, que contenia aproximadament 2,4 milions de paraules en total. El diari va ser utilitzat inicialment per Golding per registrar els seus somnis, però amb el temps va començar a funcionar com un registre de la seva vida. Els diaris contenien idees incloses reflexions retrospectives sobre les seves novel·les i records del seu passat. En un moment, Golding va descriure que els seus estudiants es van dividir en dos grups per lluitar entre ells, una experiència que va aprofitar quan va escriure Lord of the Flies. John Carey, el professor emèrit de literatura anglesa a la Universitat d'Oxford, finalment va rebre "un accés sense precedents als articles i revistes inèdits de Golding per part de la propietat de Golding". Tot i que Golding no havia escrit els diaris específicament perquè es pogués escriure una biografia sobre ell, Carey va publicar William Golding: The Man Who Wrote Lord of the Flies el 2009.

### Matrimoni i família
Golding estava compromès amb Molly Evans, una dona de Marlborough, que era molt estimada pels seus pares. No obstant això, va trencar el compromís i es va casar amb Ann Brookfield, una química analítica, el 30 de setembre de 1939. Van tenir dos fills, David (nascut el setembre de 1940) i Judith (nascut el juliol de 1945).

### Servei militar
Durant la Segona Guerra Mundial, Golding es va unir a la Royal Navy el 1940. Va servir en un destructor que va participar breument en la persecució i l'enfonsament del cuirassat alemany Bismarck. Golding va participar en la invasió de Normandia el dia D, comandant una nau de desembarcament que va llançar salves de coets a les platges. També va estar en acció a Walcheren a l'octubre i novembre de 1944, temps durant el qual 10 de les 27 embarcacions d'assalt que van entrar en l'atac van ser enfonsades. Golding va ascendir al grau de tinent.

### "Crisi"
Golding va tenir una relació problemàtica amb l'alcohol; Judy Carver assenyala que el seu pare va ser «sempre molt obert, encara que trist, amb els problemes amb la beguda». Golding va suggerir que la seva autodenominada "crisi", de la qual l'alcoholisme va tenir un paper important, l'havia afectat tota la seva vida. John Carey esmenta uns quants casos d’alcoholèmia a la seva biografia, incloses les experiències de Golding el 1963; mentre estava de vacances a Grècia (quan havia d'acabar la seva novel·la The Spire), després de treballar en la seva escriptura al matí, anava al seu " Kapheneion " preferit a beure al migdia. Al vespre passaria a ouzo i Brandi; va desenvolupar una reputació local per "provocar explosions".
Malauradament, la publicació final de The Spire l'any següent no va ajudar a la lluita de Golding amb l'alcohol; va tenir precisament l'efecte contrari, amb les crítiques mordaçment negatives de la novel·la en una emissió de ràdio de la BBC el van afectar greument. Després de la publicació de The Pyramid el 1967, Golding va experimentar un sever bloqueig de l'escriptor: el resultat d'una infinitat de crisis (ansietats familiars, insomni i una sensació general d'abatiment). Golding finalment es va convertir en incapaç de fer front a la que va percebre que era la intensa realitat de la seva vida sense beure primer grans quantitats d'alcohol. Tim Kendall suggereix que aquestes experiències es manifesten en l'escriptura de Golding com el personatge de Wilf a The Paper Men; "un novel·lista envellit, els viatges begudes alcohòlics del qual per Europa estan finançats per l'èxit continuat del seu primer llibre".
A finals de la dècada del 1960, Golding depenia de l'alcohol, que es referia com el vell i vell anodí. Els seus primers passos cap a la recuperació van venir del seu estudi dels escrits de Carl Jung, i en el que va anomenar "una admissió del discipulat". Va viatjar a Suïssa el 1971 per veure ell mateix els paisatges de Jung. Aquell mateix any, va començar a portar un diari on anotava i interpretava els seus somnis; l'última entrada és del dia abans de morir, l'any 1993, i el treball de volums va arribar a tenir milers de pàgines en aquell moment.
La crisi va afectar inevitablement la producció de Golding, i la seva següent novel·la, Darkness Visible, es publicaria dotze anys després de La piràmide; molt lluny del prolífic autor que havia produït sis novel·les en tretze anys des de l'inici de la seva carrera. Malgrat això, l'abast de la recuperació de Golding és evident pel fet que aquesta va ser només la primera de sis novel·les més que Golding va completar abans de la seva mort.

### Mort
El 1985, Golding i la seva dona es van traslladar a una casa anomenada Tullimaar a Perranarworthal, prop de Truro, Cornualla. Va morir d'insuficiència cardíaca vuit anys més tard, el 19 de juny de 1993. El seu cos va ser enterrat al cementiri parroquial de Bowerchalke prop de la seva antiga casa i de la frontera del comtat de Wiltshire amb Hampshire i Dorset
A la seva mort va deixar l'esborrany d'una novel·la, The Double Tongue, ambientada a l'antiga Delfos, que es va publicar pòstumament el 1995.

## Carrera

### Èxit com a escriptor

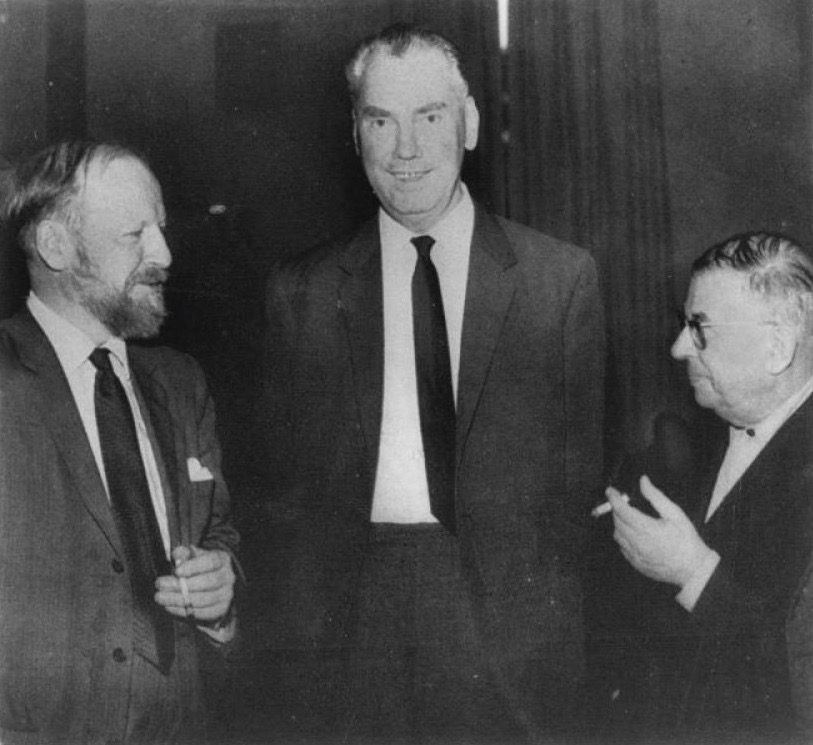
Golding, Artur Lundkvist i Jean-Paul Sartre en un congrés d'escriptors a Leningrad, URSS, 1963.

Autor de novel·les, assaigs i poemes, l'any 1935 publicà el primer dels seus llibres, Poems.
Mentre encara era professor a l'escola Bishop Wordsworth, el 1951 Golding va començar a escriure un manuscrit de la novel·la titulada inicialment Strangers from Within.
El setembre de 1953, després dels rebuigs d'altres set editors, Golding va enviar un manuscrit a Faber i Faber i va ser rebutjat inicialment pel seu lector, Jan Perkins, que el va titllar de "Rubsh & Dull. Inútil". El seu llibre, però, va ser defensat per Charles Monteith, un nou editor de la firma. Monteith va demanar uns quants canvis al text i la novel·la es va publicar el setembre de 1954 com a Lord of the Flies
Després de traslladar-se l'any 1958 de Salisbury a la propera Bowerchalke, va conèixer el seu company del poble i company de caminar James Lovelock. Tots dos van discutir la hipòtesi de Lovelock, que la matèria viva del planeta Terra funciona com un únic organisme, i Golding va suggerir anomenar aquesta hipòtesi després de Gaia, la personificació de la Terra en la mitologia grega i mare dels titans. El seu èxit editorial va fer possible que Golding dimitiés del seu lloc d'ensenyament a Bishop Wordsworth's School l'any 1961, i va passar aquell any acadèmic als Estats Units com a escriptor en residència al Hollins College (ara Hollins University), prop de Roanoke, Virgínia.
Golding va guanyar el James Tait Black Memorial Prize per Darkness Visible el 1979 i el Premi Booker per Rites of Passage el 1980. El 1983, va ser guardonat amb el Premi Nobel de Literatura, i segons l’Oxford Dictionary of National Biography una elecció inesperada i fins i tot polèmica.
Després d'haver estat nomenat Comandant de l'Orde de l'Imperi Britànic (CBE) en els Honors d'Any Nou de 1966, Golding va ser nomenat Knight Bachelor en els Honors d'aniversari de 1988 per la reina Elisabet II del Regne Unit. El setembre de 1993, només uns mesos després de la seva inesperada mort, es va celebrar a França la Primera Conferència Internacional William Golding.

### Ficció
La seva primera novel·la, El senyor de les mosques (1954; pel·lícula, 1963 i 1990; obra de teatre, adaptada per Nigel Williams, 1995), descriu un grup de nois encallats en una illa tropical que s'enfonsen en una existència sense llei i cada cop més salvatge abans de ser rescatats. The Inheritors (1955) representa una tribu de gentils neandertals que es troben amb humans moderns, que en comparació són enganyosos i violents. La seva novel·la de 1956 Pincher Martin registra els pensaments d'un mariner que s'ofega. Free Fall (1959) explora la qüestió de la llibertat d'elecció. El narrador de la novel·la, un soldat de la Segona Guerra Mundial en un camp de presoners de guerra alemany, suporta l'interrogatori i l'aïllament. Després d'aquests fets i tot recordant les experiències, mira enrere les eleccions que ha pres, intentant rastrejar amb precisió on va perdre la llibertat de prendre les seves pròpies decisions. The Spire (1964) segueix la construcció (i gairebé esfondrament) d'una agulla inversemblablement gran a la part superior d'una catedral medieval (generalment se suposa que és la catedral de Salisbury).
La novel·la de Golding de 1967, The Pyramid, consta de tres històries enllaçades amb un entorn compartit en una petita ciutat anglesa basada en part a Marlborough on Golding va créixer. The Scorpion God (1971) conté tres novel·les, la primera ambientada en una antiga cort egípcia ("The Scorpion God"); la segona que descriu un grup de caçadors-recol·lectors africà prehistòric ("Clonk, Clonk"); i la tercera a la cort d'un emperador romà ("Enviat extraordinari"). L'últim d'ells, publicat originalment el 1956, va ser reelaborat per Golding en una obra de teatre, The Brass Butterfly, el 1958. De 1971 a 1979, Golding no va publicar cap novel·la. Després d'aquest període va publicar Darkness Visible (1979): una història que involucra terrorisme, pedofília i una figura misteriosa que sobreviu a un incendi al Blitz i sembla tenir poders sobrenaturals. El 1980, Golding va publicar Rites of Passage, la primera de les seves novel·les sobre un viatge a Austràlia a principis del segle xix. La novel·la va guanyar el Premi Booker el 1980 i Golding va seguir aquest èxit amb Close Quarters (1987) i Fire Down Below (1989) per completar la seva 'trilogia del mar', publicada posteriorment com un volum titulat Fins als extrems de la Terra. El 1984, va publicar The Paper Men: un relat de les lluites entre un novel·lista i el seu aspirant a biògraf.

## Llista d'obres
| - 1934: Poems - 1954: El senyor de les mosques - 1955: The Inheritors - 1956: Pincher Martin - 1958: The Brass Butterfly, obra de teatre - 1959: Free Fall - 1964: The Spire - 1965: The Hot Gates, assaig - 1967: The Pyramid - 1971: The Scorpion God | - 1979: Darkness Visible - 1982: A Moving Target, assaig - 1982: Nessie- The Legend, assaig - 1984: The Paper Men - 1985: An Egyptian Journal - 1980-1989: To the Ends of the Earth, trilogia - 1980: Rites of Passage - 1987: Close Quarters - 1989: Fire Down Below - 1995: La llengua doble (traduïda al català, de The Double Tongue, obra pòstuma |

### Obres inèdites
- Seahorse va ser escrit el 1948. És un relat biogràfic de la navegació a la costa sud d'Anglaterra l'estiu de 1947 i conté un breu passatge sobre l'entrenament per al dia D.[41]
- Circle Under the Sea és una novel·la d'aventures sobre un escriptor que navega per descobrir tresors arqueològics a la costa de les illes Scilly.[42]
- Short Measure és una novel·la ambientada en una escola britànica semblant a la de Bishop Wordsworth.[43]